# Stade Malien
El Stade Malien es un club de fútbol de Bamako, Mali, que juega en la Primera División de Mali, la categoría mayor de fútbol en el país. El club fue fundado en 1960 como resultado de la fusión entre los equipos Jeanne d'Arc y Espérance de Bamako. Cuenta también con equipos en otros deportes como baloncesto, donde es uno de los representativos más fuertes del continente; rugby y en atletismo.
Es el segundo equipo más ganador de Mali, solamente por detrás del Djoliba AC, y cuenta con 23 ligas de Mali y 23 copas. En 2009 conquistó su primer y único título internacional, la Copa Confederación de la CAF.

## Historia
El Stade Malien tiene mucha influencia por parte del Jeanne d'Arc du Soudan, fundado en 1938 por 2 Franco-Africanos y el misionero Reverendo Père Bouvier. Su nombre fue basado en el Jeanne d'Arc Dakar de Senegal, y su uniforme blanco del White Fathers, que todavía conserva el Stade Malien. JA du Soudan fue uno de los clubes más exitosos durante el periodo de pre-independencia, ganando la Copa AOF en 1953 y en 1956 y fue finalista en 1951 y 1959 (laúltima que jugaron). Fue finalista de la Copa de Sudán 6 veces, ganando en 4 de ellas (1950, 1951, 1952 y 1955) y perdiendo en 2 (1947 y 1948). su principal rival era el "Africa Sport" de Bamako, quien se convirtió en el actual Djoliba AC en 1960. Sus jugadores más famosos fueron Mamadou "Coulou" Coulibaly, Seydou Ndaw, Seydou Thiam, Cheick Oumar Diallo, Bacoroba "Baco" Touré y Oumar Sy.
El Espérance de Bamako fue fundado en el año 1958 como un club de jóvenes estudiantes, al mando de Fernand Diarra y capitaneado por el joven Bakary Samaké.
Durante la independencia, los 2 equipos de Bamako se fusionaron, para llamarse Stade Malian de Bamako en 1960. En la primera Coupe du Mali, el Stade y el Djoliba jugaron la final en 1961. Empataron 3-3 en la ida, y el Stade levantó la copa en el juego de vuelta al ganar 2-1.
El Stade llegó a la primera final del African Cup of Champions Clubs en 1964. El 7 de febrero de 1965, el Stade perdió 2-1 con el Oryx Douala en el partido jugado en Kumassi, Ghana, pero se recuerda el gran partido que jugó el defensa Souleymane "Solo" Coulibaly. Otros jugadores importantes en aquellos años fueron Yacouba Samabaly, Bakary Samaké, Sama Bass y Coach Oumar Sy. El gran Salif Keita jugó poco para el club.
Entre 1968 y 1991, por la dictadura militar de Moussa Traoré, muchos aficionados del Stade Malien alegaron que el gobierno favorecía al Djoliba AC. Los ídolos en aquel tiempo eran Capi, Issa Yatassaye, Osumane Farota, Drissa Coulibaly, Abdoulaye Kaloga, Gigla.

## Palmarés
- Copa Confederación de la CAF: 1

2009
- Primera División de Malí: 24

1970, 1972, 1984, 1987, 1989, 1993, 1994, 1995, 2000, 2001, 2002, 2003, 2005, 2006, 2007, 2010, 2011, 2013, 2014, 2015, 2016, 2020, 2021, 2025
- Copa de Malí: 23

1961, 1963, 1970, 1972, 1982, 1984, 1985, 1986, 1988, 1990, 1992, 1994, 1997, 1999, 2001, 2006, 2013, 2015, 2017, 2018, 2021, 2023, 2024, 2025
- Supercopa de Malí: 10

1998, 2000, 2001, 2005, 2006, 2007, 2009, 2010, 2014, 2015
- Copa UFOA: 1

1992
- Copa Francesa del Oeste de África: 2

1953, 1956 (como Jeanne d'Arc)

## Participación en competiciones de la CAF
| Temporada | Torneo                            | Ronda             | Club                      | Local | Visita | Global              |
| --------- | --------------------------------- | ----------------- | ------------------------- | ----- | ------ | ------------------- |
| 1964      | Copa Africana de Clubes Campeones | Primera Ronda     | Espoir de Saint-Louis     | 4-1   | 1-1    | 5-2                 |
| 1964      | Copa Africana de Clubes Campeones | Segunda Ronda     | Sily Club de Kindia       | 2-0   | 2-4    | 4-4 (3-2 desempate) |
| 1964      | Copa Africana de Clubes Campeones | Tercera Ronda     | ASEC Mimosas              | 3-3   | 6-4    | 9-7                 |
| 1964      | Copa Africana de Clubes Campeones | Semifinales       | Cotton Factory            | 3–1   | 3–1    | 3–1                 |
| 1964      | Copa Africana de Clubes Campeones | Final             | Oryx Douala               | 1–2   | 1–2    | 1–2                 |
| 1964      | Copa Africana de Clubes Campeones | Primera Ronda     | ASC Diaraf                | 4-0   | 0-3    | 4-3                 |
| 1964      | Copa Africana de Clubes Campeones | Segunda Ronda     | ASEC Mimosas              | 2-2   | 1-2    | 3-4                 |
| 1973      | Copa Africana de Clubes Campeones | Segunda Ronda     | Modèle Lomé               | 2-1   | 0-0    | 2-1                 |
| 1973      | Copa Africana de Clubes Campeones | Cuartos de final  | Vita Club                 | 0-3   | 1-4    | 1-7                 |
| 1983      | Recopa Africana                   | Primera Ronda     | JHD Alger                 | 2-1   | 0-2    | 2-3                 |
| 1985      | Copa Africana de Clubes Campeones | Primera Ronda     | Invincible Eleven         | 1-1   | 0-3    | 1-4 1               |
| 1985      | Copa Africana de Clubes Campeones | Octavos de final  | GCR Mascara               | 2-0   | 0-3    | 2-3                 |
| 1987      | Recopa Africana                   | Primera Ronda     | FAR Rabat                 | 0-1   | 0-4    | 0-5                 |
| 1988      | Copa Africana de Clubes Campeones | Primera Ronda     | Sétif                     | 1-1   | 0-4    | 1-5                 |
| 1989      | Recopa Africana                   | Primera Ronda     | CO Transports             | 3-0   | 0-0    | 3-0                 |
| 1989      | Recopa Africana                   | Segunda Ronda     | USL Alger                 | 1-0   | 0-1    | 1-1 (3-4 p)         |
| 1990      | Copa Africana de Clubes Campeones | Primera Ronda     | Espérance de Tunis        | 0-1   | 0-2    | 0-3                 |
| 1991      | Recopa Africana                   | Primera Ronda     | Gagnoa                    | 1-0   | 0-1    | 1-1 (4-5 p.)        |
| 1993      | Recopa Africana                   | Ronda Preliminar  | Hafia                     | 1-0   | 0-2    | 1-2                 |
| 1994      | Copa Africana de Clubes Campeones | Primera Ronda     | East End Lions            | 2-0   | 0-2    | 2-2 (3-2 p.)        |
| 1994      | Copa Africana de Clubes Campeones | Segunda Ronda     | Espérance de Tunis        | 0-1   | 0-3    | 0-4                 |
| 1995      | Copa Africana de Clubes Campeones | Primera Ronda     | Horoya AC                 | 1-0   | 1-1    | 2-1                 |
| 1995      | Copa Africana de Clubes Campeones | Segunda Ronda     | Goldfields Obuasi         | 0-0   | 0-1    | 0-1                 |
| 1997      | Copa CAF                          | Primera Ronda     | USM Aïn Beïda             | 0-1   | 1-1    | 1-2                 |
| 1998      | Recopa Africana                   | Primera Ronda     | Espérance de Tunis        | 1-2   | 0-1    | 1-3                 |
| 2000      | Recopa Africana                   | Primera Ronda     | Dragons                   | 3-0   | 2-3    | 5-3                 |
| 2000      | Recopa Africana                   | Segunda Ronda     | JS du Ténéré              | 1-1   | 0-1    | 1-2                 |
| 2001      | Liga de Campeones de la CAF       | Primera Ronda     | ASEC Mimosas              | 2-0   | 0-2    | 2-2                 |
| 2002      | Liga de Campeones de la CAF       | Primera Ronda     | Hearts of Oak             | 3-1   | 1-1    | 4-2                 |
| 2002      | Liga de Campeones de la CAF       | Segunda Ronda     | Jeanne d'Arc              | 0-3   | 1-2    | 1-5                 |
| 2003      | Liga de Campeones de la CAF       | Primera Ronda     | Police                    | 1-0   | 1-2    | 2-2 (v.)            |
| 2003      | Liga de Campeones de la CAF       | Segunda Ronda     | USM Alger                 | 1-1   | 0-2    | 1-3                 |
| 2004      | Liga de Campeones de la CAF       | Ronda Preliminar  | Hearts of Oak             | 0-0   | 0-2    | 0-2                 |
| 2006      | Liga de Campeones de la CAF       | Primera Ronda     | Satellite                 | 3-0   | 2-2    | 5-2                 |
| 2006      | Liga de Campeones de la CAF       | Segunda Ronda     | Renacimiento              | 2-1   | 0-1    | 2-2 (v.)            |
| 2007      | Liga de Campeones de la CAF       | Primera Ronda     | Douanes                   | 1-2   | 0-2    | 1-4 2               |
| 2007      | Liga de Campeones de la CAF       | Segunda Ronda     | Wydad Casablanca          | 0-0   | 1-3    | 1-3                 |
| 2008      | Liga de Campeones de la CAF       | Ronda Preliminar  | 1.º de Agosto             | 1-2   | 0-0    | 1-2                 |
| 2009      | Copa Confederación de la CAF      | Ronda Preliminar  | Stade Tunisien            | 2-0   | 0-0    | 2-0                 |
| 2009      | Copa Confederación de la CAF      | Primera Ronda     | JSM Béjaïa                | 1-0   | 0-1    | 1-1 (12-13 p.)      |
| 2009      | Copa Confederación de la CAF      | Segunda Ronda     | IZ Khemisset              | 3-1   | 1-1    | 4-2                 |
| 2009      | Copa Confederación de la CAF      | Fase de grupos    | Bayelsa United            | 0-1   | 2-1    | 1º lugar            |
| 2009      | Copa Confederación de la CAF      | Fase de grupos    | Haras El Hodood           | 2-0   | 1-1    | 1º lugar            |
| 2009      | Copa Confederación de la CAF      | Fase de grupos    | 1.º de Agosto             | 0-0   | 0-0    | 1º lugar            |
| 2009      | Copa Confederación de la CAF      | Semifinales       | ENPPI Club                | 4-2   | 2-2    | 6-4                 |
| 2009      | Copa Confederación de la CAF      | Final             | Sétif                     | 2-0   | 0-2    | 2-2 (3-2 p.)        |
| 2010      | Supercopa de la CAF               | Final             | Mazembe                   | 0–2   | 0–2    | 0–2                 |
| 2010      | Copa Confederación de la CAF      | Ronda Preliminar  | Séwé Sport                | 2-0   | 0-2    | 2-2 (3-4 p.)        |
| 2010      | Copa Confederación de la CAF      | Primera Ronda     | FUS Rabat                 | 0-0   | 0-2    | 0-2                 |
| 2011      | Liga de Campeones de la CAF       | Primera Ronda     | Raja Casablanca           | 2-1   | 0-1    | 2-2 (v.)            |
| 2012      | Liga de Campeones de la CAF       | Primera Ronda     | Tonnerre                  | 5-2   | 0-0    | 5-2                 |
| 2012      | Liga de Campeones de la CAF       | Segunda Ronda     | Al-Ahly                   | 1-0   | 1-3    | 2-3                 |
| 2012      | Copa Confederación de la CAF      | Ronda de Play-Off | CODM Meknès               | 3-0   | 1-1    | 4-1                 |
| 2012      | Copa Confederación de la CAF      | Fase de grupos    | Djoliba                   | 0-2   | 1-2    | 4º lugar            |
| 2012      | Copa Confederación de la CAF      | Fase de grupos    | AC Léopards               | 1-1   | 0-1    | 4º lugar            |
| 2012      | Copa Confederación de la CAF      | Fase de grupos    | Wydad Casablanca          | 3-3   | 1-1    | 4º lugar            |
| 2013      | Liga de Campeones de la CAF       | Primera Ronda     | Casa Sports               | 2-0   | 2-1    | 4-1                 |
| 2013      | Liga de Campeones de la CAF       | Segunda Ronda     | Cotonsport Garoua         | 0-0   | 0-3    | 0-3                 |
| 2013      | Copa Confederación de la CAF      | Ronda de Play-Off | LLB Académic              | 5-0   | 1-0    | 6-0                 |
| 2013      | Copa Confederación de la CAF      | Fase de grupos    | Sfaxien                   | 1-2   | 0-0    | 2º lugar            |
| 2013      | Copa Confederación de la CAF      | Fase de grupos    | Étoile du Sahel           | 0-0   | 1-0    | 2º lugar            |
| 2013      | Copa Confederación de la CAF      | Fase de grupos    | Saint-George              | 1-0   | 0-2    | 2º lugar            |
| 2013      | Copa Confederación de la CAF      | Semifinales       | Mazembe                   | 1-2   | 0-1    | 1-3                 |
| 2014      | Liga de Campeones de la CAF       | Ronda Preliminar  | Sporting Praia Cruz       | 5-0   | 2-3    | 7-3                 |
| 2014      | Liga de Campeones de la CAF       | Primera Ronda     | Al-Hilal Omdurmán         | 0-0   | 0-2    | 0-2                 |
| 2015      | Liga de Campeones de la CAF       | Ronda Preliminar  | ASGNN                     | 0-0   | 1-1    | 1-1 (v.)            |
| 2015      | Liga de Campeones de la CAF       | Primera Ronda     | AS Mangasport             | 2-1   | 3-1    | 5-2                 |
| 2015      | Liga de Campeones de la CAF       | Segunda Ronda     | Mazembe                   | 2-2   | 1-2    | 3-4                 |
| 2016      | Liga de Campeones de la CAF       | Ronda Preliminar  | RC Bobo                   | 3-1   | 1-0    | 4-1                 |
| 2016      | Liga de Campeones de la CAF       | Primera Ronda     | Cotonsport Garoua         | 2-0   | 0-1    | 2-1                 |
| 2016      | Liga de Campeones de la CAF       | Segunda Ronda     | ZESCO United              | 1-3   | 1-2    | 2-5                 |
| 2016      | Copa Confederación de la CAF      | Ronda de Play-Off | FUS Rabat                 | 0-0   | 0-4    | 0-4                 |
| 2017      | Liga de Campeones de la CAF       | Ronda Preliminar  | Barrack Young Controllers | 1-0   | 0-1    | 1-1 (6-7 p.)        |
| 2018      | Liga de Campeones de la CAF       | Ronda Preliminar  | Williamsville AC          | 1-1   | 0-1    | 1-2                 |
| 2018-19   | Liga de Campeones de la CAF       | Ronda Preliminar  | Stade Centrafricain       | 4-0   | 1-0    | 5-0                 |
| 2018-19   | Liga de Campeones de la CAF       | Primera Ronda     | ASEC Mimosas              | 0-1   | 0-1    | 0-2                 |
| 2018-19   | Copa Confederación de la CAF      | Ronda de Play-Off | Petro Atlético            | 1-1   | 1-2    | 2-3                 |
| 2019-20   | Liga de Campeones de la CAF       | Ronda Preliminar  | Horoya AC                 | 1-1   | 0-1    | 1-2                 |
| 2020-21   | Liga de Campeones de la CAF       | Ronda Preliminar  | Ashanti de Siguri         | 2-1   | 2-0    | 4-1                 |
| 2020-21   | Liga de Campeones de la CAF       | Primera Ronda     | Wydad Casablanca          | 1-0   | 0-3    | 1-3                 |
| 2020-21   | Copa Confederación de la CAF      | Ronda de Play-Off | JS Kabylie                | 2-1   | 0-1    | 2-2 (v.)            |
| 2021-22   | Liga de Campeones de la CAF       | Primera Ronda     | AS SONABEL                | 3-0   | 1-0    | 4-0                 |
| 2021-22   | Liga de Campeones de la CAF       | Segunda Ronda     | Horoya AC                 | 0-1   | 1-2    | 1-3                 |
| 2021-22   | Copa Confederación de la CAF      | Ronda de Play-Off | Al-Ahli (Trípoli)         | 1-0   | 0-1    | 1-1 (2-4 p.)        |

1 Invincible Eleven fue descalificado del torneo por alinear a un jugador inelegible para el torneo.

2 AS Douanes fue descalificado del torneo por alinear a un jugador inelegible para el torneo. 

### Por competición
Nota: En negrita competiciones activas.
| Competición                         | Temp. | PJ  | PG | PE | PP | GF  | GC  | Dif. | Puntos | Títulos | Subtítulos |
| ----------------------------------- | ----- | --- | -- | -- | -- | --- | --- | ---- | ------ | ------- | ---------- |
| Liga de Campeones de la CAF         | 26    | 99  | 33 | 21 | 45 | 117 | 127 | -10  | 120    | –       | 1          |
| Recopa Africana                     | 7     | 18  | 6  | 2  | 10 | 15  | 20  | -5   | 20     | –       | –          |
| Copa Confederación de la CAF        | 8     | 46  | 15 | 15 | 16 | 47  | 44  | +3   | 60     | 1       | –          |
| Supercopa de la CAF                 | 1     | 1   | 0  | 0  | 1  | 0   | 2   | -2   | 0      | –       | 1          |
| Copa CAF                            | 1     | 2   | 0  | 1  | 1  | 1   | 2   | -1   | 1      | –       | –          |
| Total                               | 43    | 166 | 54 | 39 | 73 | 180 | 195 | -15  | 201    | 1       | 2          |
| Actualizado a la Temporada 2021-22. |       |     |    |    |    |     |     |      |        |         |            |

## Entrenadores
- Oumar Sy (década de 1960)
- Modibo Diawara (década de 1990)
- Karim Abdul Razak (mediados de 2000-noviembre de 2002)[3]
- Mohammed Ahmed Polo (noviembre de 2002–mayo de 2003)[4]
- Cheikh Fantamady Diallo (2003), (Interino)
- Christian Zermatten (2003-04)[5]
- Karim Abdul Razak (febrero de 2004-2006)[6]
- Mohamed Magassouba (2007), (14 partidos)[7]
- Cheikh Fantamady Diallo (2007-mayo de 2008)[8]
- Cheick Oumar Koné (junio de 2008-febrero de 2009)
- Yatouma Diop (9 de febrero de 2009-12 de febrero de 2009) (Interino)
- Djibril Dramé (12 de febrero de 2009-noviembre de 2010)
- Kamel Djabour (24 de noviembre de 2010–septiembre de 2011)
- Karim Abdul Razak (9 de septiembre de 2011–29 de mayo de 2012)
- Cheikh Fantamady Diallo (29 de mayo de 2012–12 de agosto)[9]
- Emmanuel Souloy (agosto de 2012–noviembre de 2012)
- Pascal Janin (noviembre de 2012–)